# Оранжевый дрозд
Оранжевый дрозд (лат. Geokichla gurneyi) — вид воробьиных птиц из семейства дроздовых (Turdidae). Распространён в Юго-Восточной Африке.

## Описание
Длина тела 21-23 см. Самцы весят 44,5-64,5 г, самки — 48,5-76 г. Верхняя сторона оливково-коричневая, местами с серым оттенком. Маховые перья чёрно-коричневые. Имеются две полосы на крыльях. Горло, грудь и бока оранжевые. Подхвостье белое. Имеется неполное белое кольцо вокруг глаз. Клюв тёмный. Ноги розового цвета. Самка похожа на самца, но менее яркая. У молодых особей нижняя сторона покрыта пятнами.

## Таксономия
Оранжевый дрозд впервые описан Хартлаубом в 1864 году как Turdus gurneyi. Вид назван в честь Джона Генри Герни, английского банкира, политика и орнитолога. Выделяют пять подвидов:
- G. g. chuka, обитающий в центральной Кении;
- G. g. raineyi, встречающийся в юго-восточной Кении;
- G. g. otomitra, распространённый в западной Анголе, юго-востоке Демократической Республики Конго, Танзании и северной Малави;
- G. g. gurneyi, обнаруженный в восточной Южной Африке;
- G. g. disruptans, живущий в центральной Малави и северо-восточной части Южной Африки[5].

## Распространение и среда обитания
Ареал вида охватывает горные леса афромонтанного типа Юго-Восточной Африки. Общая площадь распространения оценивается примерно в 5 370 000 км² (~2 070 000 кв.миль). Обитает на высотах от 500 до 2500 м над уровнем моря.

## Поведение и охранный статус
Оранжевый дрозд ведёт сумеречный образ жизни. Оседлый вид, однако в некоторых регионах совершает «вертикальную миграцию». Вокализация представляет собой серию нескольких мелодичных нот. Питается на земле, рацион включает дождевых червей, насекомых, моллюсков и фрукты. Брачный сезон длится с января по май в Кении, с августа по декабрь в Танзании, с октября по январь в Малави, с сентября по декабрь в Мозамбике, ЮАР и Зимбабве. В размножающихся парах наблюдалось, что самки стабильно тяжелее самцов. Гнездо имеет форму глубокой чаши, состоящей из мха, веточек, листьев, корней и папоротников. Количество яиц варьируется от 2 до 3 штук, окрашенных в бирюзово-голубой цвет. Инкубационный период длится около 15 дней. Период оперения птенцов продолжается 18-20 дней.
Численность неизвестна. Численность сокращается вследствие утраты среды обитания. Международный союз охраны природы присвоил виду статус «Виды, вызывающие наименьшие опасения» (LC), поскольку он обладает обширным ареалом и снижение численности недостаточно быстрое, чтобы считать его уязвимым видом.